# آنتنینا
آنتنینا (به لاتین: Antenina) یک منطقهٔ مسکونی در ماداگاسکار است که در توآماسینا دوم واقع شده‌است. آنتنینا ۸٬۷۴۹ نفر جمعیت دارد.